# Francisco Valdés Casas
Francisco Valdés Casas (Talavera de la Reina, 23 de julio de 1899-Ciudad de México, 25 de septiembre de 1962) fue un político español, gobernador civil de Alicante y León y alcalde de Talavera de la Reina durante la Segunda República Española.
Se licenció en derecho y, tras las elecciones municipales españolas de 1931, fue elegido alcalde de Talavera de la Reina como miembro del Partido Radical Socialista.
Posteriormente, y durante la Segunda República española, militaría en Izquierda Republicana de Manuel Azaña, siendo gobernador civil de la provincia de León entre 1931 y 1932, y de la provincia de Alicante tras las elecciones generales españolas de 1936. Ocupando este cargo, su actuación fue decisiva para que para que no triunfara el golpe de Estado del 18 de julio de 1936 y se mantuviera leal al gobierno republicano al negarse a ceder el mando de la provincia al general José García-Aldave Mancebo. Asimismo prohibió a los milicianos atentar contra las vidas y propiedades ajenas. En julio de 1937 dejó el cargo y durante un tiempo fue presidente de la Diputación de Alicante. Finalmente fue nombrado cónsul de la república en Córdoba (Argentina). En mayo de 1939 se estableció en México.